# بحران (فیلم ۱۹۵۰)
بحران (انگلیسی: Crisis) یک فیلم به کارگردانی ریچارد بروکس است که در سال ۱۹۵۰ منتشر شد.

## بازیگران
- کری گرانت
- سیگنی هاسو
- خوزه فرر
- رامون نووارو
- گیلبرت رولان
- لیون امس
- آنتونیو مورنو
- پائولا ریموند
- ماریو سیلتی